# 마이TV
마이TV(myTV)는 대한민국의 교육 및 외국어 전문 텔레비전 채널이다.

## 역사
1993년 미래유스텔레비전이 설립되었으며, 1995년 1월에는 마이TV(myTV)로 명칭을 변경하였다. 같은 해 3월 케이블TV의 정식 개국을 통해 방송을 시작하였다.
1995년부터 1997년까지 대학수학능력시험 대비를 중심으로 다양한 교육 프로그램을 편성하여 방송하였다. 이 시기에는 수험생을 위한 강의 및 학습 콘텐츠가 주를 이루었으며, 주요 과목별로 전문 강사진이 참여하여 실전 대비를 위한 강의와 문제 풀이를 제공하였다.
또한 수험생의 학습 동기를 높이기 위한 특집 프로그램이나 모의고사 해설 방송 등이 편성되어, 수험생들에게 실질적인 도움을 주었다. 이러한 교육 중심의 편성은 당시 수험생과 학부모들로부터 긍정적인 평가를 받았으며, 마이TV의 대표적인 특징 중 하나로 자리매김하였다.
그러나 1997년 IMF 외환 위기의 영향으로 경영상의 어려움을 겪게 되었고, 이후 선경그룹에 인수된 뒤 1999년 3월부터 골프전문채널로 전환되었다. 이로 인해 기존의 교육 프로그램들은 중단되었으며, 마이TV의 교육 중심 방송은 막을 내리게 되었다.

## 주요 프로그램
- 김병조의 생활한자
- 안유진의 5분 영어
- English 300
- 변신, 나만의 칼라로
- 일반수학의 정석
- 수능영역
- 연세대 TV 경영자 아카데미
- 경영자 아카데미
- 마이컴 마이넷
- 컴퓨터월드
- 패밀리 앨범 USA
- 공통수학의 정석
- 영어기행 세상이 보인다
- 토익 토익
- 외국어회화
- 뚜뚜유치원

## 같이 보기
- 두산수퍼네트워크
- 다솜방송